# Гуцина
Гуцина (пол. Hucina) — село в Польщі, у гміні Нівіська Кольбушовського повіту Підкарпатського воєводства.
Населення — 446 осіб (2011).
У 1975-1998 роках село належало до .

## Демографія
Демографічна структура станом на 31 березня 2011 року:
|          | Загалом | Допрацездатний вік | Працездатний вік | Постпрацездатний вік |
| -------- | ------- | ------------------ | ---------------- | -------------------- |
| Чоловіки | 200     | 41                 | 133              | 26                   |
| Жінки    | 246     | 55                 | 140              | 51                   |
| Разом    | 446     | 96                 | 273              | 77                   |